# Stuart Rachels
Stuart Rachels (nascut el 26 de setembre de 1969) és un filòsof, professor d'universitat, i jugador d'escacs, que té el títol de Mestre Internacional des de 1989. Quan era encara poc conegut, i sense tenir un rànquing Elo destacat, va compartir el primer lloc al fort Campionat d'escacs dels Estats Units de 1989, juntament amb els Grans Mestres Yasser Seirawan i Roman Djindjikhaixvili, en una competició en què a més no hi va perdre ni una sola partida.
Avui dia ja s'ha retirat dels escacs, i no participa en cap competició oficial. Tot i que resta inactiu almenys des de l'any 2000, a la llista d'Elo de la FIDE d'octubre de 2014, hi tenia un Elo de 2485 punts, cosa que en feia el jugador número 60 dels Estats Units. Aquest va ser el seu màxim Elo, assolit a la llista de gener de 1991 (posició 291 al rànquing mundial), i l'ha mantingut des de llavors, ja que duu inactiu des de 1993.

## Biografia
Fill del filòsof James Rachels (1941-2003), va créixer a Birmingham (Alabama). Va rebre la llicenciatura en filosofia, amb els majors honors, per la Universitat d'Emory el 1991, una altra llicenciatura en filosofia i política per la Universitat d'Oxford el 1993 i un doctorat per la Universitat de Siracusa el 1998.

## Carrera escaquística
El 1981, a l'edat d'11 anys i 10 mesos, va esdevenir el Mestre d'escacs més jove de la història dels Estats Units, un rècord que va mantenir fins al 1994. El 1982 va guanyar el premi Laura Aspis com a millor jugador estatunidenc menor de 13 anys. Va guanyar el Campionat Juvenil dels Estats Units per invitació el 1988. El seu millor resultat fou l'empat a la primera plaça en el Campionat d'escacs dels Estats Units el 1989, amb els GMs Roman Djindjikhaixvili i Yasser Seirawan. Aquest resultat el va classificar per jugar al Torneig Interzonal de Manila de 1990, on va aconseguir una respectable puntuació de 6/13. Rachels i John Grefe, el co-campió estatunidenc de 1973, són els únics jugadors des de 1948 en vèncer, en solitari o ex aequo el campionat d'escacs dels Estats Units sense ser Grans Mestres o haver-ho aconseguit posteriorment.
La FIDE li va concedir el títol de Mestre Internacional, i també va obtenir dues normes de Gran Mestre, una menys de les necessàries per al títol. Rachels es va retirar dels escacs el 1993.
El 1999, va esdevenir professor ajudant al Departament de Filosofia de la Universitat d'Alabama a Tuscaloosa (Alabama). El 2004, va ser promocionat a Professor Associat. Rachels ha promogut edicions pòstumes d'alguns dels llibres del seu pare, principalment de The Elements of Moral Philosophy ("Elements de la Filosofia Moral").

### Partides Notables
Kudrin-Rachels, Campionat dels EUA, Long Beach 1989
1.e4 c5 2.Cf3 Cc6 3.d4 cxd4 4.cxd4 Cf6 5.Cc3 d6 6.g3 g6 7.Cde2 Ad7 8.Ag2 Dc8 9.Cd5 Ag7 10.O-O Cxd5 11.exd5 Ce5 12.a4 Ah3 13.Ta2 h5 14.Axh3 Dxh3 15.f3 g5 16.Rh1 Af6 17.b3 Df5 18.Cd4 Dg6 19.c4 g4 20.Tg2 h4 21.gxh4 Txh4 22.f4 Cd7 23.Cb5 O-O-O 24.Cxa7+ Rb8 25.Ae3 Tdh8 26.De1 g3 27.Da5 Txh2+ 28.Txh2 De4+ 29.Rg1 Dxe3+ 0-1